# Banswara
Banswara là một thành phố và khu đô thị của quận Banswara thuộc bang Rajasthan, Ấn Độ.

## Địa lý
Banswara có vị trí 23°33′B 74°27′Đ / 23,55°B 74,45°Đ Nó có độ cao trung bình là 302 mét (990 foot).

## Nhân khẩu
Theo điều tra dân số năm 2001 của Ấn Độ, Banswara có dân số 85.638 người. Phái nam chiếm 52% tổng số dân và phái nữ chiếm 48%. Banswara có tỷ lệ 74% biết đọc biết viết, cao hơn tỷ lệ trung bình toàn quốc là 59,5%: tỷ lệ cho phái nam là 79%, và tỷ lệ cho phái nữ là 68%. Tại Banswara, 13% dân số nhỏ hơn 6 tuổi.